# Novoveská hornatina
Novoveská hornatina (ve starším členění Novoveská vrchovina) představuje jeden z geomorfologických okrsků Loučenské hornatiny. Tato část Krušných hor se nachází v okrese Most. Na severu je ohraničena státní hranicí s Německem, na západě sleduje hranice linii zhruba ve směru Nová Ves v Horách – vrch Čihadlo – údolí Albrechtického potoka a na východě ji od sousední Flájské hornatiny odděluje Šumenské údolí. Mezi nejvýznamnějšími města a obce patří Litvínov a Horní Jiřetín při úpatí Krušných hor a ve vyšších polohách Nová Ves v Horách, Křížatky, Mníšek s hraničním přechodem a lyžařské středisko Klíny.
Vrchovina je charakteristická především velmi prudkým svahem, v němž jsou vyhloubena údolí. K nejvýraznějším z nich patří Hamerské a Mariánské údolí, kterým vede silnice z Horního Jiřetína do Nové Vsi v Horách. Samotná hřebenová partie je plochá, čímž ostře kontrastuje se sousední Rudolickou hornatinou a Flájskou hornatinou. Nadmořská výška celého území dosahuje sotva 800 m, jen výjimečně ji přesahují Mračný vrch (852,2 m, nejvyšší bod okrsku), Kamenec (813,7 m), Větrný vrch (799,8 m), Čihadlo (792,3 m) nebo Jeřabina (788 m).
K hlavním tokům oblasti patří hraniční potok Svídnice (na německém území Schweinitz) a Loupnice, na níž byla v letech 1910–1913 vystavena údolní nádrž Janov (též Mostecká přehrada) a dodnes slouží k zásobování pitnou vodou v oblasti Podkrušnohoří. Jinými důležitými toky jsou Jiřetínský potok v Mariánském údolí a Albrechtický potok, který dříve sloužil k plavení dřeva z hřebene.
Stejně jako v ostatních částech východního Krušnohoří i zde se setkáváme s kontrastem mezi vegetací svahové části a hřebene, tzn. zachovalé bučiny naproti obnovovanému lesu, v dřívějších dobách zničeném vlivem imisní zátěže.
Zajímavými částmi území jsou přírodní rezervace Černý rybník s přilehlým vrchovištěm, který je pramennou oblastí Svídnice a Bílého potoka, dále rozhledna na Jeřabině, Strážný vrch nad Novou Vsí se skupinou větrných elektráren a vodní nádrž Janov s nejvyšší zděnou hrází v České republice (vysoká je 53 m.